# أحمس بن إبانا
| N11 · F31 · S29 | G39 | Z1 | M17 | A2 | D58 | G29 | N35 · G1 | A52 |

| N11 · F31 · S29 | G39 | Z1 | M17 | A2 | D58 | G29 | N35 · G1 | A52 |

أحمس بن إبانا (بالمصرية القديمة ينطق : إياحمس سا إبانا) كان قائداً في الجيش المصري و شخصية كبيرة المقام في البلاط الملكي في أوائل الأسرة الثامنة عشرة، و قد كان يحمل الألقاب التالية : رئيس بحارة الملك و رئيس بحارة ملك الوجه القبلي و الوجه البحري جسر كا رع (أمنحتب الأول) و حاجب الملك، عمل تحت قيادة الملوك سقنن رع الثاني وأحمس الأول وأمنحتب الأول وتحتمس الأول، وقد سجلت سيرة أحمس بن إبانا على جدران مقبرته بمدينة الكاب كما سجلت أيضا معلومات هامة عن الأسرة السابعة عشر والأسرة الثامنة عشرة

## السيرة الذاتية
و مع حقيقة أن معظم مناظر المقبرة قد تم تهشيمها و لم يبق منها إلا مناظر قليلة ، إلا أنها تقدم لنا معلومات قيمة عن حياة هذا الرجل و من عاصرهم من ملوك ، منها منظر لأحد أحفاد أحمس المسمى جر إري واقفاً أمام جده و منظر آخر لحفيد ثان اسمه باحري يرتل مع زوجته صيغة القربان ، و كان الحفيدان يشغلان منصب رسام آمون ، و هناك منظر آخر لأحمس مع زوجته يجلسان على كرسيين و قد صوّر قرد أليف لديهما تحت الكرسي يمد يده مثل سيده لمائدة قربان تدل النقوش أنها أمامهم لكنها لم ترسم ، و يمكننا معرفة ما يلي عن حياته من جدران مقبرته : ولد أحمس بن إبانا بمدينة الكاب وإبانا هو اسم والدته، وقد رأى والده يحارب الهكسوس فقرر ان يلتحق بالجيش المصري بقيادة سقنن رع الثاني لمحاربة الهكسوس، وبعد مقتل سقنن رع تاعا الثاني وابنه كامس استمر أحمس بن إبانا في الجيش والقتال تحت إمرة أحمس الأول، وكان له دور بارز في معركة أواريس، وكان احمس معجبا ببراعته في القتال ومساعدته للجنود غير القادرين على التدرب بسهولة، كما شارك في حصار شاروهين تلك البلدة في صحراء النقب أو قرب غزة الحالية التي تقهقر إليها الهكسوس.
وتحت إمرة أمنحتب الأول حارب أحمس بن إبانا النوبيين ومنح الكثير من الذهب و العبيد لشجاعته في مقاتلتهم.
وخلال حكم تحتمس الأول شارك أحمس بن إبانا في حملة بحرية ضد قبائل النوبة في النيل، ثم لحق بعدها بتحتمس في حملة قام بها إلى نهرينا وصولا إلى نهر الفرات، ومنحه تحتمس لقب أمير البحر.
ولقد ترك أحمس بن إبانا آثارا منها لوحة ذكر بها عد أعمال له وأيضا مكانة والدته.

## هوامش
1. 1 2  سليم حسن - موسوعة مصر القديمة ، الجزء الرابع صـ 224 - 225
2. ↑  سليم حسن - موسوعة مصر القديمة ، الجزء الرابع صـ 143
3. 1 2  سليم حسن - موسوعة مصر القديمة ، الجزء الرابع صـ 144
4. ↑  سليم حسن - موسوعة مصر القديمة ، الجزء الرابع صـ 141